# Jirajaras
Los xideharas, término nativo, jirajaras o giraras (o ayomanes) fue un pueblo indígena americano que vivía en el suroeste y noreste del territorio de la Región Centroccidental de Venezuela, en el momento de la llegada de los europeos durante la Conquista de Venezuela.

## Historia
Existe poca información sobre los jirajaras durante el periodo prehispánico. Se cree que se trasladaron desde el lago de Maracaibo hacia los valles de la cordillera andina. Al igual que otros pueblos que habitaban en estas zonas, se caracterizaban por vivir en pequeñas aldeas de elevada densidad demográfica que se dedicaban a la agricultura, caza y recolección.
En 1529 el explorador alemán Ambrosio Alfinger hizo referencia de grupos de indios jirajaras que se encontraban en la Serranía del Empalado y aunque no entró en contacto con ellos, mencionó que eran vecinos de los caquetíos.
En 1530 otro explorador alemán, Nicolás Federmann, tuvo un encuentro con los indígenas jirajaras. Según los relatos de Federmann estos indios tenían poco oro debido a la inexistencia de minas en su territorio. También mencionó la presunta práctica del canibalismo y la ausencia de comercio con los pueblos vecinos a los que consideraban sus enemigos. A pesar de las descripciones como un pueblo violento que hizo el explorador, durante su expedición atravesó el territorio de estos indígenas sin percances.
Según Federmann, uno de los pueblos enemistados con los jirajaras eran los ayamanes. Al entrar en contacto con estos, los exploradores encontraron que estos estaban mezclados con los jirijaras. Al preguntarles la razón, los ayamanes respondieron que en tiempos pasados sufrieron epidemias que diezmaron su población, provocando la necesidad de aliarse con tribus enemigas.
Para 1553 un grupo de esclavos negros e indios jirajaras que estaban siendo empleados para la explotación de oro en San Felipe de Buría iniciaron una rebelión por los malos tratos a los que eran sometidos.
Los rebeldes huyeron hacia las montañas cercanas donde formaron un cumbe y nombraron rey a uno de los esclavos, conocido como Miguel de Buría. Posteriormente los negros e indígenas, que pintaron su piel de negro, atacaron Nueva Segovia de Barquisimeto aunque fueron rechazados. Días después los españoles lograron asaltar el cumbe y asesinar a Miguel. Los sobrevivientes fueron sometidos a torturas y devueltos a la esclavitud.
Durante parte del siglo XVI y XVII la resistencia de grupos de indios jirajaras a la conquista se mantuvo. El franciscano Pedro Simón, quien fue miembro de expediciones por territorios jirajaras, los calificó como indios caribes y mencionó que estos causaron daños a los españoles. Sin embargo, la clasificación como caribes no seguía un sentido etnológico, sino que se les aplicaba a todos los indios que se resistieran a los europeos.
Además, aunque en un principio de la conquista se permitió esclavizar a todos los indios, posteriormente solo se permitió esclavizar a los designados como caribes. Esto provocó que indios jirajaras fueran capturados y vendidos como esclavos.
Aproximadamente desde 1624 los conquistadores trataron de establecerse en la conocida como Provincia de Nirgua, un territorio de importancia estratégica debido a la presencia de minas de oro. Sin embargo, la resistencia de grupos de indios jirajaras que habitaban en la zona había hecho fracasar los intentos de asentamientos y explotación del oro. Ante lo cual el gobernador de la Provincia de Venezuela, Juan de Meneses y Padilla, reunió un ejército integrado en su mayoría por mulatos que lograron derrotar a los jirajaras en 1628.
En 1729 en la obra Historia de las Misiones de los Llanos de Casanare y los ríos Orinoco y Meta del padre Juan Rivero se les calificó como indígenas «vivos, alegres y trabajadores y de valor extraño». Rivero también mencionó su inclinación a la guerra y los calificó de crueles por la presunta práctica de matar tanto a sus enemigos como a los miembros de su tribu. En cuanto a su vestimenta, indicó que casi todos los hombres y mujeres iban desnudos, algunos cubriendo sus partes íntimas y que sus viviendas eran largas y angostas.
Rivero también asomó la posibilidad de la existencia de indígenas jirijaras en los llanos de Casanare. Debido al caso de un indígena betoye que entró en contacto con jirijaras que hablaban su mismo idioma.
Aproximadamente en 1685 se fundó la población de Siquisique cercana al río Tocuyo, esto fue uno de los principales poblados donde habitaban los jirajaras en el estado Lara. En 1776 debido a la visita del obispo Mariano Martí al poblado, se realizó un censo que indicaba una mayoría indígena en la población la cual se había mantenido sin mezclarse, debido, entre varios factores, al especial celo del gobierno en evitar los casamientos de indios con blancos o negros.
En 1910, según el etnólogo Alfredo Jahn, en los poblados de Yacambú, Sabana de Guache, Cerro Blanco, El Degredo y Las Bocas; existían algunos habitantes que eran calificados como Jirajaras y que aún conocían el idioma.

## Territorio
Según algunos de los relatos de exploradores y cronistas, el territorio en donde se encontraban grupos de jirajaras era extenso. Se incluían zonas de la Sierra de Coro y de la de Empalados. Así como las vertientes sur de las montañas de Barquisimeto, Trujillo, Mérida y La Grita. Además existía la posibilidad de que se les ubicara al pie de la Cordillera andina hasta los llanos de Casanare.
Su territorio correspondía principalmente la actual ciudad de Coro en el estado Falcón y las zonas de Siquisique, Baragua, El Degredo y Sanare pertenecientes al estado Lara. Algunos grupos de jirajaras se movilizaron hacia la zona sur de la ciudad de Barquisimeto buscando las montañas andinas de Trujillo en los afluentes del río Boconó.

## Idioma
Su idioma eran las lenguas jirajaranas, que compartían origen con las lenguas ayomán y gayón. Estas lenguas se extinguieron a comienzos del siglo XX y debido a la poca documentación existente no se tiene claridad sobre su origen y parte de su vocabulario.
En el año de 1886 se publicó el Vocabulario de los indios de Siquisique en el Estado Lara, del general Juan Tomás Pérez. Aunque no se hace mención del grupo étnico que hablaba este idioma, se supone que hacía referencia a los jirajaras.
En 1906 el escritor Pedro Manuel Arcaya publicó un estudio donde comparaba parte del vocabulario jirajara y ayomán con otras lenguas indígenas. En el estudio mencionaba que cerca de la mitad de las voces procedían del tupí, una cuarta parte del caribe y el resto de origen desconocido. La influencia caribe pudo estar relacionada al contacto de los hablantes del idioma con algunos pueblos vecinos como los ciparicotes. Mientras que del tupí se pudo deber a que los misioneros que se adentraban en el territorio se hacían acompañar de indígenas de varias tribus del Orinoco que tenían como lengua franca al tupí-guaraní.
Por su parte, el etnólogo Luis Ramón Oramas en 1916 mencionó la afinidad del idioma con las lenguas betoi, caribe, yaruro y el arauaco.
Mientras que el etnólogo Alfredo Jahn indicó que aunque existía gran parecido entre la lengua hablada por los jirajaras y los ayomanes, también abundaban las diferencias dialécticas. Las cuales pudieron ser mayores previo a la conquista y a partir de esta comenzaron a vincularse debido a que ambos pueblos se vieron en la necesidad relacionarse en mayor medida. Jahn también relacionó el idioma con las lenguas betoi, que a su vez estaban emparentadas con las lenguas chibchas.

## Organización social y política
Son considerados por algunos autores como descendientes de la familia caribe, aunque también han sido asociados culturalmente a los caquetíos. Según relatos de algunos conquistadores, vivían de forma aislada y tenían poco contacto con otras comunidades vecinas como los ayamanes y los gayones, debido a que los consideraban como sus enemigos.
Su estructura social básica era la familia extensa de filiación patriarcal. Los hijos, una vez se casaban, se llevaban a sus parejas a vivir con su familia. Al mando de la tribu se encontraba un cacique que generalmente era un hombre de edad avanzada que tenía poderío económico y el respeto de la comunidad.
Debido al aumento de la población, algunos de los miembros de la tribu se separaban del grupo mayor para formar nuevos asentamientos donde disponían de recursos para la subsistencia. Estos grupos tenían sus propios caciques.

## Danzas

### El «Baile de las Turas»
Es un ritual de plegaria de origen indígena, atribuido a los pueblos Ayamán, Jirajara y Gayón, que se realiza en el norte del estado Lara y sur del estado Falcón en Venezuela. En este ritual la música, la danza y los instrumentos de viento que se ejecutan han sido considerados como los rasgos culturales más evidentes que refieren a un pasado indígena y que, ordenados bajo una forma ritual, sirven como claves mnemónicas que remiten a la comunidad a un complejo «compositum identitario».